# 编棘虫属
编棘虫属（学名：Acanthoplegma）是编棘虫科下的一个属。

## 下属物种
本属包括以下物种：
- 编棘虫 Acanthoplegma krohni